# Een donkere kamer
Een donkere kamer is een hoorspel van Heinz Piontek. Dunkelkammerspiel werd op 12 mei 1959 door de Bayerischer Rundfunk uitgezonden. Erna van der Beek vertaalde het en de AVRO zond het uit op donderdag 2 januari 1969, van 21.35 uur tot 22.30 uur. De regisseur was Dick van Putten.

## Rolbezetting
- Paul van der Lek (Umberto)
- Fé Sciarone (Luisa, zijn vrouw)
- Eva Janssen (Mamma)
- Huib Orizand (Leonardo)
- Frans Somers (Alfredo)

## Inhoud
Umberto, adviseur voor de verfraaiing in een Italiaanse badstad en de benijde echtgenoot van de mooie Luisa, zegt op een 12de juni om 7:50 uur de mooie buitenwereld "arrivederci". Hij besluit, voortaan in een grote oude eiken kast te leven; niet uit liefde voor antiquiteiten, maar hij wil vrij te zijn om in alle rust "de zee te componeren", zoals zijn vader ooit de wind schilderde alvorens hij vrouw en kind verliet…